# 帕爾卡斯山
11°15′06″S 76°30′39″W / 11.25167°S 76.51083°W
帕爾卡斯山（Parqash），是秘魯的山峰，位於該國中南部利馬大區，由瓦拉爾省的上阿塔維略斯區負責管轄，屬於安地斯山脈的一部分，海拔高度5,000米。